# Kerkhoven (Minnesota)
Kerkhoven é uma cidade localizada no estado americano de Minnesota, no Condado de Swift.

## Demografia
Segundo o censo americano de 2000, a sua população era de 759 habitantes.
Em 2006, foi estimada uma população de 694, um decréscimo de 65 (-8.6%).

## Geografia
De acordo com o United States Census Bureau tem uma área de 1,9 km², dos quais 1,9 km² cobertos por terra e 0,0 km² cobertos por água. Kerkhoven localiza-se a aproximadamente 335 m acima do nível do mar.

## Localidades na vizinhança
O diagrama seguinte representa as localidades num raio de 24 km ao redor de Kerkhoven.